# Campeonato Europeo de Judo de 1969
El XVII Campeonato Europeo de Judo se celebró en Ostende (Bélgica) entre el 15 y el 19 de mayo de 1969 bajo la organización de la Unión Europea de Judo (EJU) y la Federación Belga de Judo.

## Medallistas

### Masculino
| Evento            | Oro                           | Plata                      | Bronce                                                       |
| ----------------- | ----------------------------- | -------------------------- | ------------------------------------------------------------ |
| –63 kg            | Serge Feist Francia           | Dieter Scholz RDA          | Jean-Jacques Mounier Francia Stanko Topolčnik Yugoslavia     |
| –70 kg            | David Rudman URSS             | Antoni Zajkowski · Polonia | Czesław Kur · Polonia · Patrick Vial · Francia               |
| –80 kg            | Anatoli Bondarenko URSS       | Otto Smirat RDA            | Martin Poglajen · Países Bajos · Jan Snijders · Países Bajos |
| –93 kg            | Peter Snijders · Países Bajos | Vladimir Pokatayev URSS    | Martin Segers · Bélgica · Pierre Guichard · Francia          |
| +93 kg            | Willem Ruska · Países Bajos   | Guivi Onashvili URSS       | Erich Butka · Austria · Vitali Kuznetsov · URSS              |
| Categoría abierta | Willem Ruska · Países Bajos   | Anzor Kibrotsashvili URSS  | Dirk Eveleens · Países Bajos · Vladimir Saunin · URSS        |

## Medallero
| Núm. | País         | Oro | Plata | Bronce | Total |
| ---- | ------------ | --- | ----- | ------ | ----- |
| 1    | Países Bajos | 3   | 0     | 3      | 6     |
| 2    | URSS         | 2   | 3     | 2      | 7     |
| 3    | Francia      | 1   | 0     | 3      | 4     |
| 4    | RDA          | 0   | 2     | 0      | 2     |
| 5    | Polonia      | 0   | 1     | 1      | 2     |
| 6    | Austria      | 0   | 0     | 1      | 1     |
| 6    | Bélgica      | 0   | 0     | 1      | 1     |
| 6    | Yugoslavia   | 0   | 0     | 1      | 1     |
|      | TOTAL        | 6   | 6     | 12     | 24    |